# فرانچسکو کارکالیس
فرانچسکو کارکالیس (انگلیسی: Francesco Karkalis؛ زادهٔ ۱۹ ژانویهٔ ۱۹۹۵) بازیکن فوتبال است.
از باشگاه‌هایی که در آن بازی کرده‌است می‌توان به باشگاه فوتبال دلفینو پسکارا اشاره کرد.